# Петропавловка (Павлодарская область)
Петропавловка (каз. Петропавловка) — село в Железинском районе Павлодарской области Казахстана. Входит в состав Михайловского сельского округа. Код КАТО — 554253500.

## Население
В 1999 году население села составляло 452 человека (229 мужчин и 223 женщины). По данным переписи 2009 года, в селе проживало 330 человек (161 мужчина и 169 женщин).